# Email (Windows)
Email e Calendário é um aplicativo de email incluído no Windows 10 e Windows 10 Mobile. Substituiu os antigos Windows Mail e Windows Live Mail nas versões Vista e 7 do Windows e substitui o aplicativo Email, no Windows 8.1. O aplicativo é construído e desenvolvido pela Microsoft através da Plataforma Universal do Windows. O programa faz parte dos aplicativos de interface moderno incluídos no Windows 10 e foi introduzido no sistema operacional a partir da compilação 10051.

## Recursos
O aplicativo é o cliente de email padrão do Windows. Quando uma Conta da Microsoft é conectada à conta de usuário do Windows, o aplicativo automaticamente se integra ao Email do Outlook. O programa também inclui configurações padrão para os serviços de email mais populares, como o Gmail, o Microsoft Exchange. O Email também suporta temas e personalização, caixa de entrada unificada para reunir todos os emails recebidos nas contas vinculadas ao aplicativo e resposta automática.